# Ardei iute

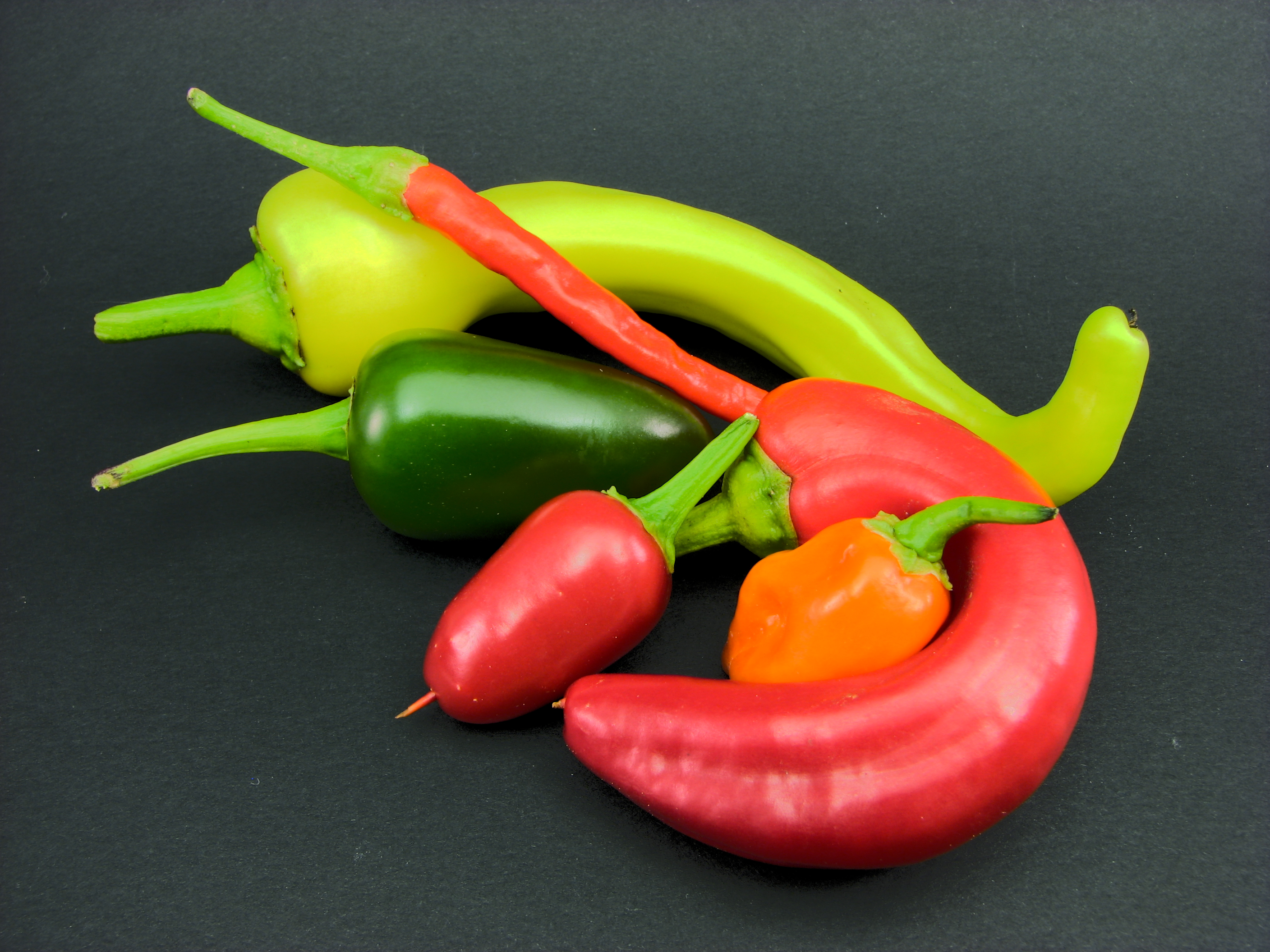
Un aranjament de ardei iuți (chili) din diferite specii, inclusiv ardei jalapeño (verde închis), banană (verde deschis), cayenne (roșu, subțire) și habanero (portocaliu).

Ardeii iuți, numiți și chili, sunt soiuri de ardei din genul Capsicum care fac parte din familia Solanaceae, cultivate pentru picanteria lor.. Deși pot aparține multor specii precum Capsicum annuum, Capsicum frutescens, Capsicum chinense, Capsicum pubescens sau Capsicum baccatum, toți ardeii iuți au în comun faptul că conțin substanța capsaicină. Capsaicina și compușii înrudiți cunoscuți sub numele de capsaicinoizi sunt substanțele care conferă ardeiului iute „iuțeala” specifică atunci când este ingerat. 
Ardeii iuți sunt folosiți pe scară largă în multe bucătării ca un condiment pentru a adăuga „iuțeală” mâncărurilor. Ardeii iuți prezintă o gamă largă de picanterie, arome, forme și culori. Această diversitate duce la diferite tipuri de boia de ardei, fulgi de ardei și pudră de chili, fiecare oferind propriul gust și nivel de iuțeală.

## Definiții
Conform dicționarelor, termenul chili este folosit pentru: 
1. Ardei iute, respectiv boia;
2. Amestec tradițional de condimente, numit și chili mexican sau american, ce nu trebuie confundat cu ardeii sau cu simpla boia de ardei, constând în principal din boia, chimion amar, oregano și usturoi, utilizat pentru asezonarea preparatelor specifice;
3. Preparat culinar (supă, tocăniță) condimentat cu chili, cel mai cunoscut fiind chili con carne, mâncare specific texană din carne de vită tocată, boabe de fasole, bucăți de ardei și roșii; adaptat bucătăriei europene, chilli con carne este o tocăniță din carne de vită cu felii de ardei, în sos picant.[6]

## Istorie

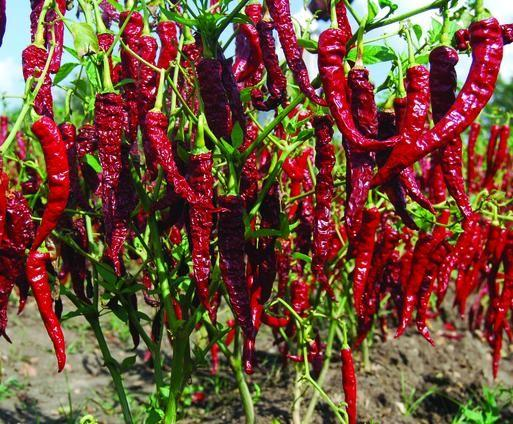
Plantatie de chili

Originar din America Centrală și de Sud, ardeiul iute a fost răspândit în lume de conchistadorii spanioli și portughezi. 
Ardeiul iute a fost cultivat cel puțin începând cu anul 3000 î.Hr., așa cum demonstrează rămășițele găsite în ceramica din Puebla și Oaxaca.
Diego Alvarez Chanca, doctorul care la acompaniat pe Cristophor Columb în a doua sa călătorie, a adus primii ardei iuți în Spania în anul 1493. La început aceștia erau crescuți mai degrabă ca niște curiozități botanice în grădinile mănăstirilor din Spania și Portugalia.
În scurt timp, s-a răspandit în Africa și Asia, devenind un condiment foarte popular.  Din India acesta s-a răspândit spre Asia centrală, Turcia și a ajuns și în Ungaria unde a devenit cunoscut sub numele de boia.
În prezent, cele mai multe soiuri de ardei iute sunt cultivate în Peru, iar în Bolivia se pot consuma cele mai multe soiuri sălbatice de ardei iute. India este acum cel mare producător, consumator și exportator din lume de ardei iute.

## Caracteristici
Ardeiul iute este o plantă perenă, care în absența iernilor geroase se poate adapta și poate supraviețui mai multe anotimpuri. Ardeiul iute are flori de culoare albă, uneori purpuriu iar tulpinile sunt numeroase și pot atinge o înălțime de 60 cm. Fructele pot fi verzi, galbene sau roșii. În timp ce alte soiuri de ardei se pot dezvolta în orice tip de climat, ardeiul iute are nevoie de un mediu cald și uscat.

## Specii și soiuri

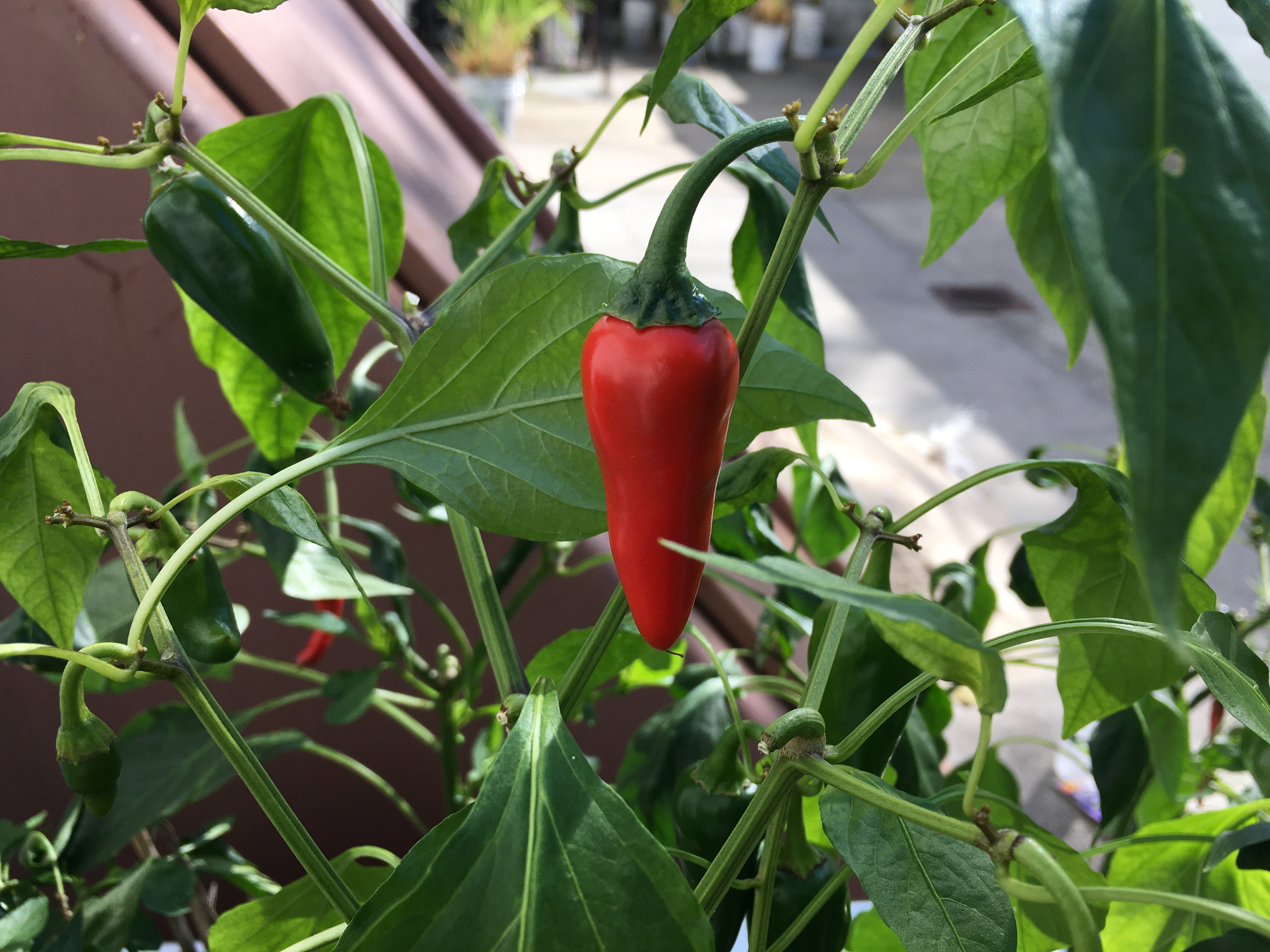
Ardei Cayenne, un soi de Capsicum annuum, una dintre cele mai diverse și mai des cultivate specii de ardei iute

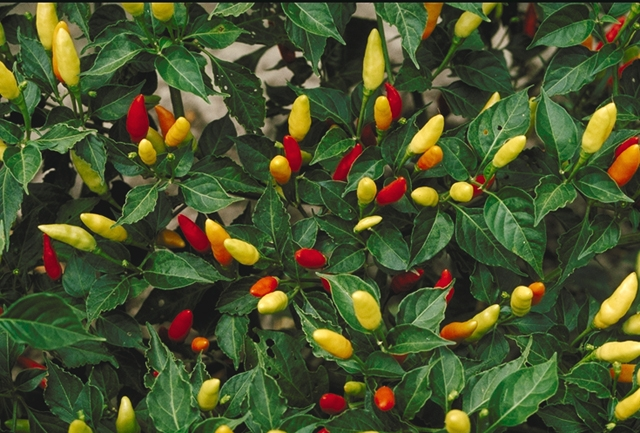
Ardeii Tabasco, ca și alte soiuri de Capsicum frutescens, produc în mod caracteristic fructele îndreptate în sus

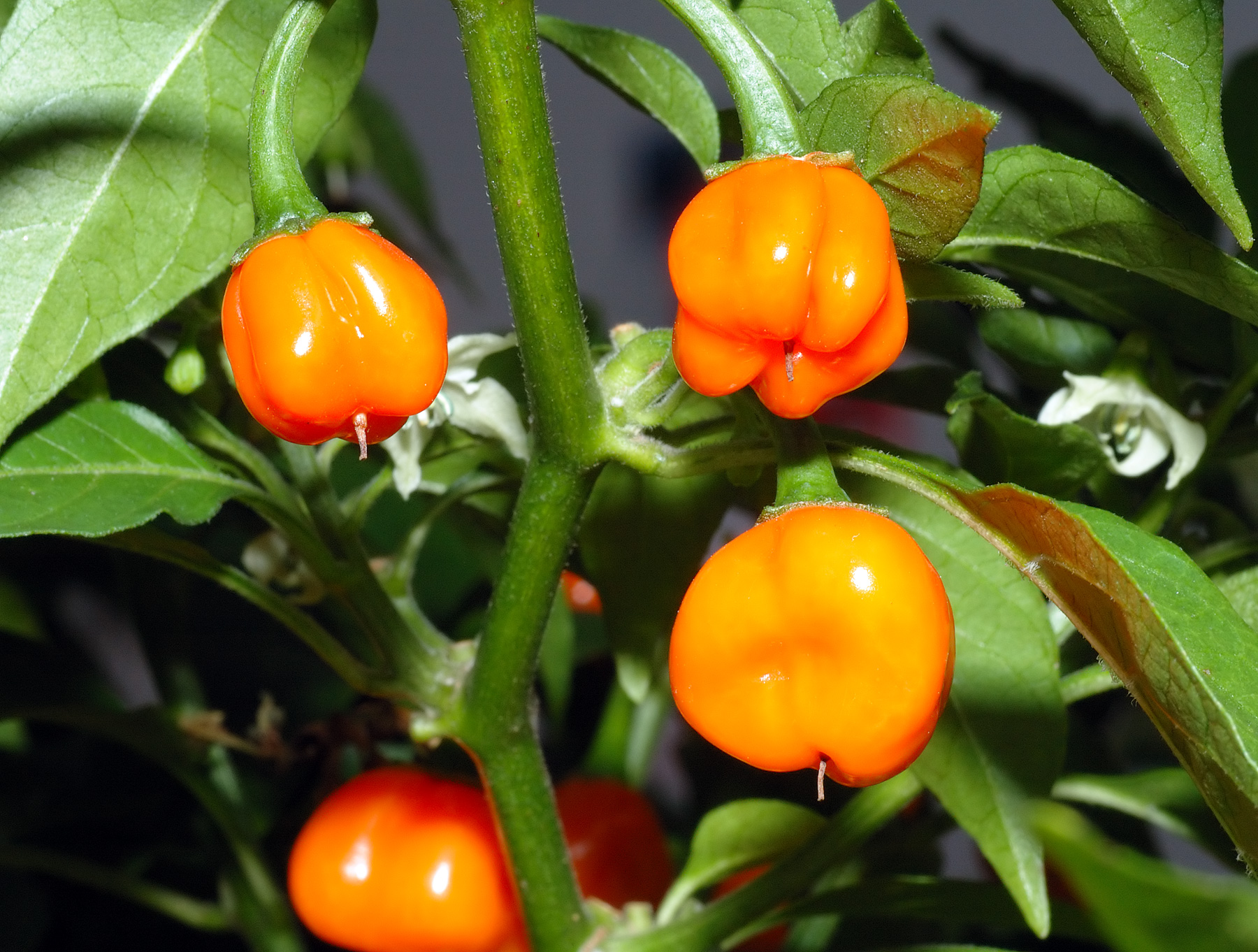
Capsicum chinense, precum ardeii Habanero, includ cele mai iuți soiuri de ardei iute

Există cel puțin cinci specii domestice de ardei iute:
1. Capsicum annuum include multe soiuri comune, cum ar fi ardei ceară, cayenne, jalapeño, ardei thailandez, chiltepin și toate formele de chili din New Mexico.
2. Capsicum frutescens include tabasco, malagueta, labuyo, piri piri și kambuzi.
3. Capsicum chinense include cei mai iuți ardei, cum ar fi naga, habanero, datil, scotch bonnet, Carolina Reaper și Pepper X, cel mai iute ardei din lume în 2023.
4. Capsicum pubescens include ardeii rocoto sud-americani.
5. Capsicum baccatum include ardeii aji sud-americani.[9]

Deși există doar câteva specii utilizate în mod obișnuit, există multe soiuri și metode de preparare a ardeiului iute care au denumiri diferite. De exemplu, ardeiul jalapeño se poate utiliza în diverse feluri, inclusiv crud, dar când este afumat, este cunoscut sub numele de chipotle.

## Căteva tipuri de ardei iutecomune[10]

### Ardei iute roșu
1. Ardei iute de Cayenne - acesta are un gust înțepător și iute. Adesea se găsește sub formă de pudră de ardei iute sau piper de Cayenne.
2. Ardei iute Anaheim - aceștia au o culoare portocaliu-roșcată și coaja destul de groasă. Sunt potriviți pentru copt sau gătit deoarece nu se rup ușor dar cel mai adesea sunt uscați și folosiți în pudre de chili.
3. Ardei iute Scotch Bonnet - are un gust aparte și este foarte des folosit în bucătăria tradițională jamaicană. Este considerată una dintre cele mai iuți specii de ardei din lume.

### Ardei iute galben
1. Ardei Habanero - originali din America de Sud, aceștia se integrează perfect în salsa și marinade. Sunt considerați a fi cei mai iuți ardei din lume.
2. Ardei Tahi chili - sunt cel mai adesea folosiți în bucătăria asiatică, în sosurile de pește, salatele de mango sau amestecurile de curry.
3. Ardei Fatalii - sunt originali din Africa și sunt considerați aproape la fel de iuți ca și ardeii Habanero. Deoarece au coaja subțire, sunt adesea folosiți în salsa, sosuri fierbinți sau sunt transformați în pudre.

### Ardei iute comun
1. Ardei Jalapeno - sunt cel mai adesea întâlniți în Spania și Mexic. Deoarece au o textură cărnoasă, aceștia pot fi umpluți, prăjiți sau adăugați în salate.

### Ardei iute verde
1. Ardei Serrano - este original din Mexic și are o textură asemănătoare cu ardeiul Jalapeno, dar este mult mai iute decât acesta din urmă. Se pot consuma atât cruzi cât și copți.
2. Ardei Poblano - au de asemenea origini mexicane și sunt folosiți în diverse sosuri iuți și în chile relleno (ardei iuți umpluți cu carne și prăjiți pane), unde de altfel sunt și ingredientul cheie.
3. Ardei Tahi chili - într-o variată mai puțin coaptă și mai puțin iute.

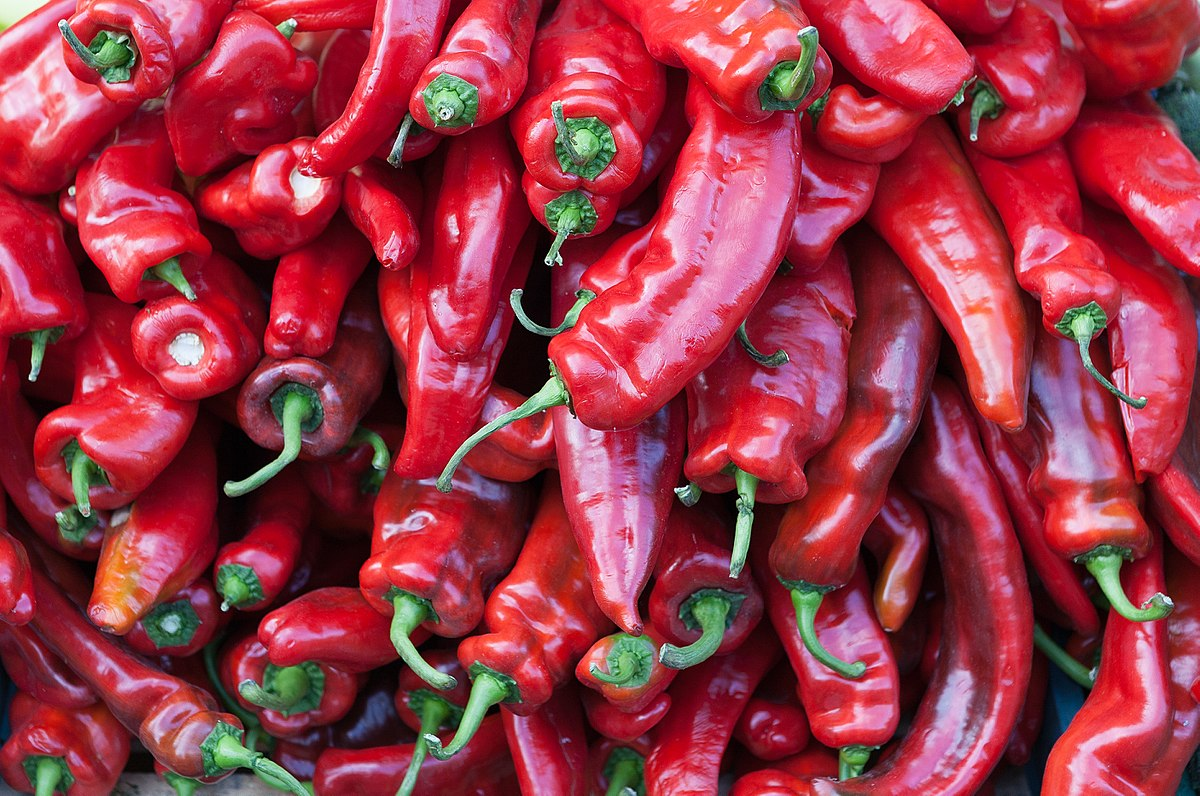
Chili

## Cultivare
Ardeiul, la fel ca roșiile și vinetele, este o plantă pretențioasă la lumină, căldură, apă și hrană. Pentru a avea o producție mare și de calitate, ardeiul trebuie cultivat într-un pământ bogat, afânat, lucrat adânc și îngrășat cu gunoi de grajd.Ardeiul iute se cultivă doar în sezon în câmp liber, astfel încât se poate găsi proaspăt pe rafturile magazinelor în perioada dintre luna iunie și septembrie. Ardeiul se poate cultiva cu success și în seră. Se poate păstra proaspăt, în locuință, timp de una, două săptămâni, în loc călduros și luminos. În funcție de vreme, ardeiul necesită udări mai frecvente în aer liber.

## Utilizare
Ardeiul iute se folosește mai ales sub formă uscată sau măcinată, dar se întâlnește și în variantele crudă sau murată. Subliniază și accentuează gustul mâncărurilor. Tot mai des întâlnim chili-ul în acompaniamentul dulciurilor și al deserturilor, cum ar fi ciocolata tradițională sau cea lichidă.

## Producție
În 2014, producția mondială de ardei iute a fost de 33,2 milioane de tone, fiind condusă de China cu 48% din totalul global. Se cultivă 3,8 milioane de hectare de pământ cu ardei iute.

## Legături externe
- en Chile database, base de datos con más de 3600 variedades de ajíes.
- en The chileman chilepepper database, base de datos de ajíes.
- es Pimiento morrón.